# Мальмеди
Мальмеди́ (фр. Malmedy, валлон. Måmdey) — муниципалитет, расположенный в бельгийской провинции Льеж.
Входит во франкоязычное сообщество Бельгии. По состоянию на 1 января 2020 года в нем проживало около 12 785 человек.. Общая площадь составляет 99,96 км², плотность населения — 128 чел./км².
Был передан Бельгии Германской империей по результатам I мировой войны.
В 1944 году вблизи Мальмеди был совершен расстрел пленных американских солдат.